# Monopis crateroxantha
Monopis crateroxantha is een vlinder uit de familie van de echte motten (Tineidae). De wetenschappelijke naam van de soort werd voor het eerst geldig gepubliceerd in 1927 door Edward Meyrick.